# Call Me Irresponsible
Call Me Irresponsible è il quinto album in studio del cantante canadese Michael Bublé, pubblicato nel maggio del 2007.

## Il disco
Pubblicato dalla casa discografica Warner Bros., nell'album egli parla dell'amore in tutte le sue forme, i sogni e le sue riflessioni: dichiara, infatti, in seguito "This recording is just that", questo album è solo questo.
Il primo singolo estratto da questo album è Everything, e si è classificato alla 46ª posizione nella Billboard Hot 100.
Dell'album è stata pubblicata anche la versione speciale Call Me Irresponsible Special.
L'album ha venduto circa 5,5 milioni di copie in tutto il mondo.
Il CD ha raggiunto la prima posizione nella classifica Billboard 200 ed in Canada, Irlanda, Germania, Paesi Bassi, Italia ed Australia, la seconda nella Official Albums Chart ed in Austria, la terza in Svizzera, la quarta in Francia, la quinta in Svezia, la settima in Nuova Zelanda, l'ottava in Spagna, la nona in Danimarca e la decima in Norvegia.

## Tracce
1. The Best Is Yet To Come - 3:05
2. It Had Better Be Tonight (Meglio stasera) - 3:06
3. Me and Mrs. Jones (feat. Emily Blunt) - 4:34
4. I'm Your Man - 4:59
5. Comin' Home Baby (feat. Boyz II Men) - 3:27
6. Lost - 3:41
7. Call Me Irresponsible - 3:17
8. Wonderful Tonight (feat. Ivan Lins) - 4:13
9. Everything - 3:33
10. I've Got The World On A String - 2:48
11. Always on My Mind - 4:30
12. That's Life - 4:16
13. Dream - 5:07
14. L.O.V.E. (bonus track) - 2:51

### Call Me Irresponsable Special

#### CD 1
1. The Best Is Yet To Come
2. It Had Better Be Tonight (Meglio stasera)
3. Me And Mrs. Jones
4. I'm Your Man
5. Comin' Home Baby (feat. Boyz II Men)
6. Lost
7. Call Me Irresponsible
8. Wonderful Tonight (feat. Ivan Lins)
9. Everything (cover da Leonard Cohen)
10. I've Got The World On A String
11. Always On My Mind
12. That's Life
13. Dream

#### CD 2
1. Stuck In The Middle With You
2. Lost (International Pop Mix)
3. Home (International Pop Mix)
4. Orange Coloured Sky (Milton DeLugg e Willie Stein, 1950)
5. Everything (International Pop Mix)
6. Let It Snow! Let It Snow! Let It Snow!
7. The Christmas Song
8. White Christmas

## Formazione
- Michael Bublé - voce
- Greg Phillinganes, Mike Melvoin, Gerald Clayton - pianoforte
- Vinnie Colaiuta, Jeff Hamilton, Joe LaBarlera, Ralph Humphrey, Josh Freese - batteria
- Dean Parks, Graham Dechter, Larry Koonse, Keith Scott, Heitor Pereira, Michael Landau - chitarra
- Christoph Luty, Nom Fisher, Nathan East - basso
- Paulinho Da Costa, Emil Radocchia, Don Williams, Marcelo Costa - percussioni
- Jochem van der Saag - programmazione
- David Foster - pianoforte, tastiere e Fender Rhodes
- Tamir Hendelman - pianoforte e sintetizzatore
- David Sinclair - chitarra acustica
- Alan Chang - pianoforte addizionale
- Sal Cracchiolo, Bijon Watson, Kye Palmer, Gilbert Castellanos, James Ford - tromba
- Maurice Spears, Ryan Porter, George Bohanon, Ira Nepus - trombone
- Lee Callet Tom Peterson Rickey Woodard Frederick Fiddmont - sax
- Joe Pelsin - sax e cori
- Daniel P. Kelley, Joe Meyer, John A. Reynolds, Steve Becknell - corno francese

- Arrangiamenti

- John Clayton – (1)
- David Foster – (2–6, 8, 10, 11) arrangiamenti per fiati (2–5,10), arrangementi per archi (2, 3, 4, 11),
 arrangementi vocali (5), arrangementi per sez. ritmica (12)
- Jerry Hey – arrangiamenti per fiati (2, 3, 5), arrangementi per archi (2)
- William Ross – arrangementi per archi (3, 11)
- Don Sebesky – arrangiamenti per fiati (4, 10), arrangementi per archi (4)
- Boyz II Men – arrangiamenti per cori (5)
- Paul Buckmaster – arrangementi per archi (6)
- Alan Chang – arrangementi (6, 9)
- Bill Holman – arrangementi (7)
- Jorge Calandrelli – arrangementi per archi (8)
- Michael Bublé – arrangementi (9), arrangiamenti per fiati (10)
- Bob Rock – arrangementi (9)
- Mervyn Warren – arrangiamenti per cori, fiati, sez. ritmica e archi (12)
- Johnny Mandel – arrangementi (13)